# Xestia geochroa
Xestia geochroa är en fjärilsart som beskrevs av Charles Boursin 1940. Xestia geochroa ingår i släktet Xestia och familjen nattflyn. Inga underarter finns listade i Catalogue of Life.